# Eleições estaduais em Santa Catarina em 2006
As eleições estaduais em Santa Catarina em 2006 aconteceram juntamente com as Eleições federais no Brasil, em 1 de outubro e em 29 de outubro. Desde 1994, como resultado de uma emenda constitucional que reduziu o mandato presidencial para quatro anos, todas as eleições federais e estaduais no Brasil coincidiram. As eleições estaduais decidem governadores e os deputados estaduais para as Assembléias Legislativas. Também os membros do Congresso Nacional são eleitos por estado.
Santa Catarina ocupa quarenta vagas na Assembleia Legislativa e 16 na Câmara dos Deputados. Ideli Salvatti (PT), Jorge Bornhausen (PFL) e Leonel Pavan (PSDB) são os representantes no Senado.

## Resultado da eleição para governador

### Primeiro turno
| Candidatos a governador do estado | Candidatos a vice-governador | Número | Coligação                                                                   | Votação   | Percentual |
| --------------------------------- | ---------------------------- | ------ | --------------------------------------------------------------------------- | --------- | ---------- |
| Luiz Henrique da Silveira PMDB    | Leonel Pavan PSDB            | 15     | Todos por Toda Santa Catarina (PMDB, PSDB, PFL, PPS, PAN, PHS, PRTB, PTdoB) | 1.601.181 | 48,90%     |
| Esperidião Amin PP                | Hugo Biehl PP                | 11     | Salve Santa Catarina (PP, PV, PMN, PRONA)                                   | 1.073.053 | 32,77%     |
| José Fritsch PT                   | Rosemeire Vasel PL           | 13     | A Força do Povo (PT, PL, PRB, PCdoB)                                        | 468.302   | 14,30%     |
| Antônio Carlos Sontag PSB         | Jair Miotto PTB              | 40     | Por uma Nova Santa Catarina (PSB, PTB)                                      | 79.893    | 2,44%      |
| Manoel Dias PDT                   | Gui Pereira PDT              | 12     | —                                                                           | 30.815    | 0,94%      |
| João Fachini PSOL                 | Clausmar Siegel PSTU         | 50     | Frente de Esquerda (PSOL, PSTU, PCB)                                        | 17.637    | 0,54%      |
| Elpídio Neves PTC                 | Beatriz Pereira PTC          | 36     | —                                                                           | 2.589     | 0,08%      |
| Cesar Alvarenga PSDC              | Genésio Adolfo PSDC          | 27     | —                                                                           | 1.069     | 0,03%      |

### Segundo turno
| Candidatos a governador do estado | Candidatos a vice-governador | Número | Coligação                                                                   | Votação   | Percentual |
| --------------------------------- | ---------------------------- | ------ | --------------------------------------------------------------------------- | --------- | ---------- |
| Luiz Henrique da Silveira PMDB    | Leonel Pavan PSDB            | 15     | Todos por Toda Santa Catarina (PMDB, PSDB, PFL, PPS, PAN, PHS, PRTB, PTdoB) | 1.685.184 | 52,71%     |
| Esperidião Amin PP                | Hugo Biehl PP                | 11     | Salve Santa Catarina (PP, PV, PMN, PRONA)                                   | 1.511.916 | 47,29%     |

## Resultado da eleição para senador
| Candidatos a Senador da República | Candidatos a Suplente de Senador              | Número | Coligação                                                                   | Votação   | Percentual |
| --------------------------------- | --------------------------------------------- | ------ | --------------------------------------------------------------------------- | --------- | ---------- |
| Raimundo Colombo PFL              | Casildo Maldaner PMDB Níura Demarchi PSDB     | 251    | Todos por Toda Santa Catarina (PMDB, PSDB, PFL, PPS, PAN, PHS, PRTB, PTdoB) | 1.734.794 | 58,58%     |
| Luci Choinacki PT                 | Douglas Mattos PCdoB Vanderlei de Oliveira PT | 130    | A Força do Povo (PT, PL, PRB, PCdoB)                                        | 834.785   | 28,19%     |
| Gérson Antônio Basso PV           | Ângelo Zabot PP Lourival de Souza PP          | 432    | Salve Santa Catarina (PP, PV, PMN, PRONA)                                   | 258.481   | 8,73%      |
| Izío Inácio PSB                   | Alvaro Machado PSB Antonio Chaves PTB         | 400    | Por uma Nova Santa Catarina (PSB, PTB)                                      | 70.026    | 2,36%      |
| Pedro Flori Ramos PDT             | Maria Laura Eleotério PDT Lino Melati PDT     | 123    | —                                                                           | 51.225    | 1,73%      |
| Gilmar Salgado PSTU               | Cristiane Fogaça PSTU Carlos Müller PSTU      | 161    | Frente de Esquerda (PSOL, PSTU, PCB)                                        | 10.139    | 0,34%      |
| Osmar Picker PTC                  | Luiz Cesar PTC João Pinheiro PTC              | 361    | —                                                                           | 2.128     | 0,07%      |

- O número total de eleitores em Santa Catarina era de 4.168.495.
- O número de eleitores que compareceram às urnas foi de 3.533.276.
- Abstenção no estado foi de 635.219 (15,24%).
- Os votos válidos somaram 3.197.100 (90,49%).
- Os votos nulos somaram 278.770 (7,89%).
- Os votos em branco somaram 57.406 (1,62%).
- Santa Rosa de Lima, no Planalto Sul do estado, teve menor abstenção do país.
- Saltinho foi a cidade com mais votos brancos para presidente.
- Calmon tem maior índice de votos nulos para o governo.
- Luiz Henrique da Silveira é reeleito governador.
- Geraldo Alckmin ganhou no estado com 54,53% (1.776.776) dos votos mas não foi eleito.

## Governador e vice-governador
No geral, as regras para as eleições presidenciais também se aplicam às estaduais. Isto é, as eleições têm dois turnos, se nenhum dos candidatos alcança maioria absoluta dos votos válidos, um segundo turno entre os dois mais votados acontece. Todos os candidatos com cargos executivos devem renunciar até 2 de abril, para poderem disputar.
O Partido do Movimento Democrático Brasileiro (PMDB) é o partido do atual governador de Santa Catarina, Luiz Henrique da Silveira que deixou o cargo para disputar a reeleição. O governo do estado esta agora na mão do vice-governador Eduardo Pinho Moreira.
Já o Partido Progressista (PP), o principal partido de oposição no estado, escolheu em suas eleições primárias Esperidião Amin (ex-governador do estado).
| Disputa pelo governo estadual | Disputa pelo governo estadual | Disputa pelo governo estadual | Disputa pelo governo estadual   | Disputa pelo governo estadual |
| Candidatos                    | Número                        | Partido                       | Coligação                       |                               |
| ----------------------------- | ----------------------------- | ----------------------------- | ------------------------------- | ----------------------------- |
| Antônio Carlos Sontag         | 40                            | PSB                           | "Por uma Nova Santa Catarina"   |                               |
| César Augusto de Alvarenga    | 27                            | PSDC                          | -                               |                               |
| Elpídio Ribeiro Neves         | 36                            | PTC                           | -                               |                               |
| Esperidião Amin Helou Filho   | 11                            | PP                            | "Salve Santa Catarina"          |                               |
| João Fachini                  | 50                            | PSOL                          | "Frente de Esquerda"            |                               |
| José Fritsch                  | 13                            | PT                            | "A Força do Povo"               |                               |
| Luiz Henrique da Silveira     | 15                            | PMDB                          | "Todos por Toda Santa Catarina" |                               |
| Manoel Dias                   | 12                            | PDT                           | -                               |                               |
| Notas: candidato eleito       |                               |                               |                                 |                               |

### Candidatos
Antônio Carlos Sontag é candidato ao governo do estado pela coligação Por uma Nova Santa Catarina (PSB / PTB). Tem como vice Jair Miotto do PTB.
César Augusto de Alvarenga é candidato ao governo do estado pelo Partido Social Democrata Cristão. Tem como vice Genésio Adolfo da Silva, também do PSDC.
Elpídio Ribeiro Neves é candidato ao governo do estado pelo Partido Trabalhista Cristão. Tem como vice Irani Beatriz Pereira, também do PTC.
Esperidião Amin Helou Filho é candidato ao governo do estado pela coligação Salve Santa Catarina (PMN / PP / PRONA / PV). Tem como vice Hugo Biehl do PP. Amin já foi governador de Santa Catarina em outras duas ocasiões e tenta se eleger novamente após a derrota nas últimas eleições.
João Fachini é candidato ao governo do estado pela coligação Frente de Esquerda (PCB / PSOL / PSTU). Tem como vice Clausmar Luiz Siegel do PSTU.
José Fritsch é candidato ao governo do estado pela coligação A Força do Povo (PCdoB / PL / PRB / PT). Tem como vice Rosemeire Puccini Valse do PL. Fritsch é o ex-ministro da Secretaria Especial de Aquicultura e Pesca e a aposta do presidente Luiz Inácio Lula da Silva em Santa Catarina.
Luiz Henrique da Silveira é candidato à reeleição ao governo do estado pela coligação Todos por Toda Santa Catarina (PAN / PFL / PHS / PMDB / PPS / PRTB / PSDB / PTdoB). Tem como vice Leonel Pavan do PSDB. A coligação de Luiz Henrique é a maior já feita em toda a história política de Santa Catarina. O seu principal adversário é Esperidião Amin.
Manoel Dias é candidato ao governo do estado pelo Partido Democrático Trabalhista. Tem como vice Gui Pereira Pereira, também do PDT.

## Senadores
O estado de Santa Catarina possui oito candidatos a senador confirmados na disputa das eleições.
| Disputa pelo Senado Federal | Disputa pelo Senado Federal | Disputa pelo Senado Federal | Disputa pelo Senado Federal     | Disputa pelo Senado Federal |
| Candidatos                  | Número                      | Partido                     | Coligação                       |                             |
| --------------------------- | --------------------------- | --------------------------- | ------------------------------- | --------------------------- |
| Gérson Antônio Basso        | 432                         | PV                          | "Salve Santa Catarina"          |                             |
| Gilmar Salgado dos Santos   | 161                         | PSTU                        | "Frente de Esquerda"            |                             |
| Izío Inácio "Hulk"          | 400                         | PSB                         | "Por uma Nova Santa Catarina"   |                             |
| João Ary Mendes             | 270                         | PSDC                        | -                               |                             |
| Raimundo Colombo            | 251                         | PFL                         | "Todos por Toda Santa Catarina" |                             |
| Luci Choinacki              | 130                         | PT                          | "A Força do Povo"               |                             |
| Osmar Pickler               | 361                         | PTC                         | -                               |                             |
| Pedro Flori Ramos           | 123                         | PDT                         | -                               |                             |
| Notas: candidato eleito     |                             |                             |                                 |                             |

### Candidatos
Gérson Antônio Basso é o candidato ao senado pela coligação Salve Santa Catarina (PMN / PP / PRONA / PV). Tem como primeiro suplente Angelo Antônio Zabot do PP e como segundo suplente Lourival de Souza também do PP.
Gilmar Salgado dos Santos é o candidato ao senado pela coligação Frente de Esquerda (PCB / PSOL / PSTU). Tem como primeira suplente Cristiane da Silveira Fogaça do PSTU e como segundo suplente Carlos Rogério Muller também do PSTU.
Izío Inácio é o candidato ao senado pela coligação Por uma Nova Santa Catarina (PSB / PTB). Tem como primeiro suplente José Álvaro Machado do PSB e como segundo suplente Antônio César da Silva Chaves do PTB.
João Ary Mendes é o candidato ao senado pelo Partido Social Democrata Cristão. Seus primeiro e segundo suplentes não foram iformados.
João Raimundo Colombo é o candidato ao senado pela coligação Todos por Toda Santa Catarina (PAN / PFL / PHS / PMDB / PPS / PRTB / PSDB / PTdoB). Tem como primeiro suplente Casildo Maldaner do PMDB e como segunda suplente Niura Sandra Demarchi dos Santos do PSDB.
Luci Choinacki é a candidata ao senado pela coligação A Força do Povo (PCdoB / PL / PRB / PT). Tem como primeiro suplente Douglas Sebastião Espindola Mattos do PCdoB e como segunda suplente Vanderlei Paulo de Oliveira do PT.
Osmar Pickler é o candidato ao senado pelo Partido Trabalhista Cristão. Tem como primeiro suplente Luiz Leão César da Silva do PTC e como segunda suplente João da Silva Pinheiro também do PTC.
Pedro Flori Ramos é o candidato ao senado pelo Partido Democrático Trabalhista. Tem como primeira suplente Maria Laura Cardoso Eleotério do PDT e como segundo suplente Lino Sérgio Melati também do PDT.

## Deputados federais eleitos
O estado de Santa Catarina confirmou 134 deputados federais para a disputa das 16 vagas na Câmara dos Deputados nas eleições segundo o Tribunal Superior Eleitoral.

Representação eleita
  PMDB: 5
  PP: 3
  PT: 3
  PFL: 3
  PSDB: 1
  PPS: 1

| Número                           | Deputados federais eleitos | Partido | Votação | Cidade onde nasceu | Unidade federativa |
| 1133                             | Ângela Amin                | 174.511 | PP      | Indaial            | Santa Catarina     |
| 1570                             | Mauro Mariani              | 171.139 | PMDB    | Bituruna           | Paraná             |
| 4515                             | Djalma Berger              | 126.419 | PSDB    | Bom Retiro         | Santa Catarina     |
| 1515                             | Edinho Bez                 | 121.571 | PMDB    | Gravatal           | Santa Catarina     |
| 1340                             | Cláudio Vignatti           | 114.681 | PT      | Cunha Porã         | Santa Catarina     |
| 1598                             | João Matos                 | 111.291 | PMDB    | Ituporanga         | Santa Catarina     |
| 2323                             | Fernando Coruja            | 108.430 | PPS     | Lages              | Santa Catarina     |
| 1313                             | Décio Lima                 | 102.112 | PT      | Itajaí             | Santa Catarina     |
| 2570                             | Paulo Bornhausen           | 98.863  | PFL     | Blumenau           | Santa Catarina     |
| 2580                             | Gervásio Silva             | 95.864  | PFL     | São José           | Santa Catarina     |
| 1111                             | João Pizzolatti            | 89.373  | PP      | Blumenau           | Santa Catarina     |
| 1145                             | Odacir Zonta               | 88.813  | PP      | Encantado          | Rio Grande do Sul  |
| 1312                             | Carlito Merss              | 83.769  | PT      | Porto União        | Santa Catarina     |
| 2511                             | Nelson Goetten             | 79.667  | PFL     | Taió               | Santa Catarina     |
| 1516                             | Valdir Colatto             | 67.788  | PMDB    | Lagoa Vermelha     | Rio Grande do Sul  |
| 1560                             | Celso Maldaner             | 65.770  | PMDB    | Chapecó            | Santa Catarina     |
| Ver lista completa de candidatos |                            |         |         |                    |                    |

## Deputados estaduais eleitos
O estado de Santa Catarina possui 303 deputados estaduais confirmados até agora para a disputa nas eleições segundo o Tribunal Superior Eleitoral.
- Ver lista de candidatos

São relacionados os candidatos eleitos com informações complementares da Assembleia Legislativa.

Representação eleita
  PMDB: 11
  PP: 6
  PT: 6
  PFL: 6
  PSDB: 6
  PDT: 2
  PPS: 1
  PTB: 1
  PR: 1

| Número | Deputados estaduais eleitos | Partido | Votação | Percentual | Cidade onde nasceu | Unidade federativa |
| 15220  | Herneus de Nadal            | PMDB    | 72.093  | 2,19%      | Palmitos           | Santa Catarina     |
| 15109  | Ronaldo Benedet             | PMDB    | 60.571  | 1,84%      | Criciúma           | Santa Catarina     |
| 45110  | Clésio Salvaro              | PSDB    | 59.061  | 1,80%      | Criciúma           | Santa Catarina     |
| 15010  | Rogério Peninha             | PMDB    | 54.845  | 1,67%      | Nova Trento        | Santa Catarina     |
| 45777  | Nilson Gonçalves            | PSDB    | 54.823  | 1,67%      | Curitiba           | Paraná             |
| 45123  | Jorginho Mello              | PSDB    | 54.002  | 1,64%      | Ibicaré            | Santa Catarina     |
| 25100  | Cesar Souza Júnior          | PFL     | 52.051  | 1,58%      | Florianópolis      | Santa Catarina     |
| 15270  | Romildo Titon               | PMDB    | 51.969  | 1,58%      | Tangará            | Santa Catarina     |
| 25111  | Júlio Garcia                | PFL     | 51.010  | 1,55%      | Florianópolis      | Santa Catarina     |
| 11611  | Jandir Bellini              | PP      | 50.272  | 1,53%      | Ponte Serrada      | Santa Catarina     |
| 25000  | Darci de Matos              | PFL     | 48.109  | 1,46%      | Cafelândia         | Paraná             |
| 15700  | Antonio Aguiar              | PMDB    | 46.831  | 1,42%      | Canoinhas          | Santa Catarina     |
| 25200  | Onofre Agostini             | PFL     | 45.571  | 1,39%      | Ipê                | Rio Grande do Sul  |
| 45678  | Dado Cherem                 | PSDB    | 44.232  | 1,35%      | Brusque            | Santa Catarina     |
| 15180  | Moacir Sopelsa              | PMDB    | 44.185  | 1,34%      | Concórdia          | Santa Catarina     |
| 11311  | Silvio Dreveck              | PP      | 42.551  | 1,29%      | Campo Alegre       | Santa Catarina     |
| 15215  | João Henrique Blasi         | PMDB    | 42.485  | 1,29%      | Florianópolis      | Santa Catarina     |
| 15321  | Renato Hinnig               | PMDB    | 42.147  | 1,28%      | Venâncio Aires     | Rio Grande do Sul  |
| 45222  | Gilmar Knaesel              | PSDB    | 41.423  | 1,26%      | Pomerode           | Santa Catarina     |
| 25123  | Gelson Merisio              | PFL     | 40.332  | 1,23%      | Xaxim              | Santa Catarina     |
| 12580  | Sargento Amauri Soares      | PDT     | 40.108  | 1,22%      | Imbuia             | Santa Catarina     |
| 25605  | Jean Kuhlmann               | PFL     | 38.047  | 1,16%      | Blumenau           | Santa Catarina     |
| 13313  | Ana Paula Lima              | PT      | 36.989  | 1,13%      | Curitiba           | Paraná             |
| 15157  | Manoel Mota                 | PMDB    | 36.927  | 1,12%      | Araranguá          | Santa Catarina     |
| 11223  | Joares Ponticelli           | PP      | 36.179  | 1,10%      | Pouso Redondo      | Santa Catarina     |
| 11111  | Kennedy Nunes               | PP      | 35.524  | 1,08%      | Joinville          | Santa Catarina     |
| 22222  | Odete de Jesus              | PL      | 35.307  | 1,07%      | União da Vitória   | Paraná             |
| 45699  | Marcos Vieira               | PSDB    | 35.072  | 1,07%      | Florianópolis      | Santa Catarina     |
| 15650  | Genésio Goulart             | PMDB    | 33.293  | 1,01%      | Tubarão            | Santa Catarina     |
| 13580  | Pedro Uczai                 | PT      | 33.129  | 1,01%      | Descanso           | Santa Catarina     |
| 13987  | Pedro Baldissera            | PT      | 30.998  | 0,94%      | Caxambu do Sul     | Santa Catarina     |
| 14104  | Narcizo Parisotto           | PTB     | 30.839  | 0,94%      | Concórdia          | Santa Catarina     |
| 15015  | Ada de Luca                 | PMDB    | 30.192  | 0,92%      | Criciúma           | Santa Catarina     |
| 11233  | Reno Caramori               | PP      | 28.594  | 0,87%      | Getúlio Vargas     | Rio Grande do Sul  |
| 11166  | Valmir Comin                | PP      | 26.560  | 0,81%      | Siderópolis        | Santa Catarina     |
| 13470  | Jailson Lima                | PT      | 24.788  | 0,75%      | Siderópolis        | Santa Catarina     |
| 13450  | Dirceu Dresch               | PT      | 24.687  | 0,75%      | Saudades           | Santa Catarina     |
| 12000  | Dagomar Carneiro            | PDT     | 23.547  | 0,72%      | Calmon             | Santa Catarina     |
| 13000  | Décio Góes                  | PT      | 23.010  | 0,70%      | Criciúma           | Santa Catarina     |
| 23122  | Altair Guidi                | PPS     | 18.834  | 0,57%      | Criciúma           | Santa Catarina     |

## Coligações

### A Força do Povo
- Partido Comunista do Brasil (PCdoB)
- Partido Liberal (PL)
- Partido Republicano Brasileiro (PRB)
- Partido dos Trabalhadores (PT)

### Frente de Esquerda
- Partido Comunista Brasileiro (PCB)
- Partido Socialismo e Liberdade (PSOL)
- Partido Socialista dos Trabalhadores Unificado (PSTU)

### Por uma Nova Santa Catarina
- Partido Socialista Brasileiro (PSB)
- Partido Trabalhista Brasileiro (PTB)

### Salve Santa Catarina
- Partido da Mobilização Nacional (PMN)
- Partido Progressista (PP)
- Partido de Reedificação da Ordem Nacional (Prona)
- Partido Verde (PV)

### Todos por Toda Santa Catarina
- Partido dos Aposentados da Nação (PAN)
- Partido da Frente Liberal (PFL)
- Partido Humanista da Solidariedade (PHS)
- Partido do Movimento Democrático Brasileiro (PMDB)
- Partido Popular Socialista (PPS)
- Partido Renovador Trabalhista Brasileiro (PRTB)
- Partido da Social Democracia Brasileira (PSDB)
- Partido Trabalhista do Brasil (PTdoB)

## Pesquisas

### Pesquisas para Governador

#### 16 de setembro
Pesquisa Ibope para o governo de Santa Catarina, divulgada na edição deste domingo pelo Diário Catarinense, mostra a consolidação do ex-governador Luiz Henrique da Silveira (PMDB) na liderança da disputa. Ele subiu nove pontos e aparece com 49% das intenções de voto. O ex-governador Esperidião Amin (PP) alcançaria 26%. José Fritsch (PT) teria 8%. Antônio Carlos Sontag (PSB), 2%. Os candidatos João Fachini (PSOL) e Manoel Dias (PDT) teriam 1% cada. Cesar Alvarenga (PSDC) e Elpidio Neves (PTC) não atingiriam 1%. Votos branco e nulos seriam 5%. Nâo sabem ou não opinaram, 8%. A margem de erro é de 3 pontos percentuais para mais ou para menos. O Ibope ouviu 1.204 eleitores em 63 municípios catarinenses entre os dias 12 e 14 de setembro. O levantamento, encomendado pela RBS TV Florianópolis SA, foi registrado no Tribunal Regional Eleitoral (TRE) sob o número 18353/2006.
* Cesar Alvarenga e Elpidio Neves não atigiram 1% das intenções de voto

### Pesquisas para o Senado

#### 28 de agosto
Pesquisa Ibope encomendada e divulgada pelos veículos da RBS nesta segunda-feira registra um empate técnico entre os candidatos do PFL, Raimundo Colombo, com 21% das intenções de voto, e do PT, Luci Choinacki, que tem 17%. A margem de erro é de três pontos percentuais, para mais ou para menos, o que significa que Colombo pode ter entre 18% e 24%, e Luci, entre 14% e 20%.
A candidata petista subiu 10 pontos percentuais. Na pesquisa de julho do Ibope, ela tinha 7% das intenções.
Entre os demais postulantes ao Senado, Gérson Antônio Basso (PV) obteve 4%, Bispo Flori (PDT), 2% e Izío Inácio (PSB) também 2%. João Ary Mendes (PSDC), Gilmar Salgado (PSTU) e Osmar Pickler (PTC) obtiveram 1% dos votos cada.
Segundo o Ibope, 52% dos eleitores ainda estão indecisos sobre o voto para o Senado, enquanto 12% preferem votar em branco ou anular o voto.
Margem de erro de 3 pontos percentuais para mais ou para menos